# منتخب سنغافورة تحت 17 سنة لكرة القدم
منتخب سنغافورة تحت 17 سنة لكرة القدم (بالإنجليزية: Singapore national under-16 football team) هو ممثل سنغافورة الرسمي في المنافسات الدولية في كرة القدم في فئة كرة قدم تحت 16 سنة للرجال.